# عمر بن لادن
عمر بن لادن (عربی: عمر بن أسامة بن محمد بن عوض بن لادن؛ زادهٔ ۱ مارس ۱۹۸۱) هنرمند، نویسنده، سفیر فرهنگی وتاجر عرب است.
او چهارمین پسر بزرگ اسامه بن لادن و نجوی غانم (همسر اول اسامه بن لادن) است.
او چندین سال است که در نرماندی فرانسه زندگی می‌کند.